# لجنة برابازون

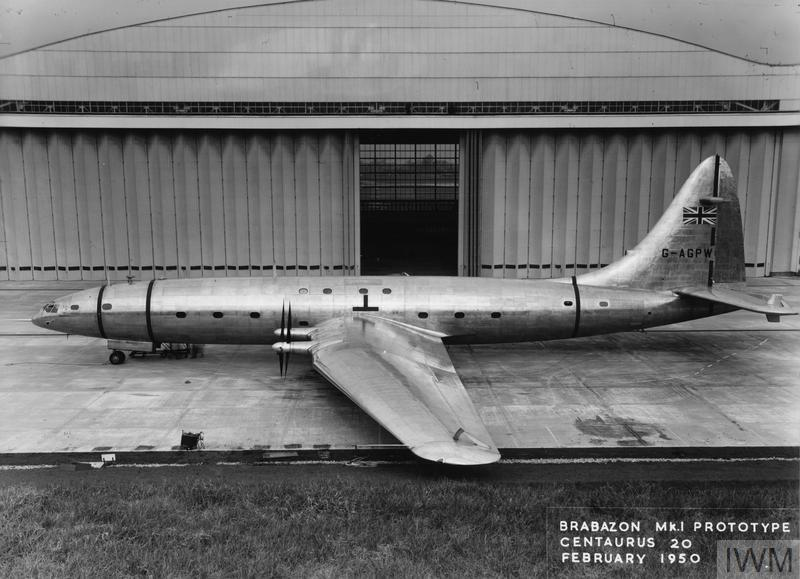

لجنة برابازون (بالإنجليزية: Brabazon Committee)‏ في عام 1942، شكلت لجنة برابازون برئاسة البارون جون مور برابازون (بالإنجليزية: John Moore-Brabazon)‏، وذلك للبحث في الاحتياجات المستقبلية للإمبراطورية البريطانية لسوق الطائرات المدنية. وكانت الدراسة محاولة لتحديد نظرة عامة وواسعة، وأثر التقدم المتوقع في تكنولوجيا الطيران والتنبؤ بالاحتياجات العالمية لمرحلة ما بعد الحرب الإمبراطورية البريطانية (في جنوب آسيا وأفريقيا والشرقين أدنى والأقصى) ودول الكومنولث ( أستراليا وكندا ونيوزيلندا) في مجال النقل الجوي، للركاب والبريد والبضائع. وكانت المشكلة الحاسمة التي واجهت المخططين أن هناك اتفاقا قد تم التوصل إليه بين الولايات المتحدة والمملكة المتحدة في عام 1942 تقسم بموجبة مسؤولية بناء أنواع الطائرات المتعددة المحركات للاستخدام البريطاني، وجاء في الاتفاقية بأن الولايات المتحدة سوف تركز على بناء طائرات النقل في حين أن المملكة المتحدة سوف ستركز على بناء القاذفات الثقيلة. وهذا القرار يعني بأن المملكة المتحدة ستترك في نهاية الحرب مع خبرة قليلة في مجال تصميم وتصنيع والتجميع النهائي لطائرات النقل.